# Njideka Akunyili Crosby
Njideka Akunyili Crosby (Enugu, 1983) es una artista visual nigeriana que vive y trabaja en Los Ángeles, California. El arte de Akunyili Crosby "sortea el terreno cultural entre su lugar adoptivo en Estados Unidos y su Nigeria natal, creando collages y pinturas basadas en transferencias de fotografías que muestran los desafíos de habitar estos dos mundos". En 2017, recibió la Beca Genius que concede la Fundación MacArthur.

## Biografía
Akunyili nació y creció en Enugu, Nigeria. De ascendencia igbo, su padre era cirujano y su madre, Dora Akunyili, profesora de farmacología en la Universidad de Nigeria y directora de la Agencia Nacional para la Administración de Alimentos y Medicamentos. Njideka se trasladó a Lagos con diez años para asistir a la escuela secundaria Queen's College (QC) Yaba. La obtención, por parte de su madre, del visado estadounidense, le permitió a ella y a sus hermanos estudiar en el extranjero.
En 1999, con 16 años, se marchó de casa con su hermana Ijeoma y se trasladó a Estados Unidos. Allí pasó un año sabático estudiando para su examen SAT y asistiendo a clases de historia americana antes de regresar a Nigeria para cumplir un año de Servicio Nacional. Más tarde, regresó a Estados Unidos para estudiar en Filadelfia. Recibió su primera clase de pintura al óleo en el Community College of Philadelphia, donde su maestro Jeff Reed la animó a postularse para acceder a la universidad Swarthmore College.
En 2004, se graduó en esta universidad, en la que estudió arte y biología como miembro de grado de la Mellon Mays. Antes de dedicarse al arte, había iniciado sus estudios en medicina. Fue en su último año en Swarthmore cuando se dio cuenta de que disfrutaba más sus clases de arte que sus clases de química orgánica y biología. El cambio se produjo por la necesidad que tenía de contar su experiencia como nigeriana migrante a través del arte. 
Después de graduarse en la Swarthmore, estudió en la Pennsylvania Academy of the Fine Arts, donde obtuvo el certificado de posgrado en 2006. Posteriormente, asistió a la Yale School of Art para realizar un máster en Bellas Artes.
Está casada con Justin Crosby, también artista, y tiene un hijo, Jideora, nacido en 2016. Mantiene intercambios amistosos y de trabajo con artistas como Wangechi Mutu y Kehinde Wiley.

## Trayectoria
Tras su graduación en la Universidad Yale en 2011, Akunyili fue seleccionada como artista residente en el prestigioso Studio Museum in Harlem conocido por su promoción y apoyo a artistas africanos emergentes. Durante esta residencia, conoció a su mentora, la artista radicada en Nueva York, Wangechi Mutu. Ese año de residencia le sirvió para experimentar con el dibujo, la pintura de figuras y estudiar arte contemporáneo, historia postcolonial, y sobre la diáspora africana.
En 2015, Jamillah James, comisario en ese momento del Studio Museum en Harlem, y después comisario asistente en el Museo Hammer de Los Ángeles, organizó la primera exposición individual de Akunyili en este último espacio. Ese mismo año, James organizó otra exposición del trabajo de Akunyili en Art and Practice de Los Ángeles. En 2016, Akunyili fue nombrada "Mujer del año" por el Financial Times.  En esa misma fecha, realizó una exposición individual de su trabajo en el Norton Museum en West Palm Beach en Florida.
En 2017, Akunyili recibió la Beca Genius que concede la Fundación MacArthur. Al año siguiente, en 2018, diseñó el mural del Museo de Arte Contemporáneo de Los Ángeles. Esta obra muestra su estilo característico al combinar pintura, collage, grabado y dibujo para crear intrincadas escenas de capas. Fue la segunda artista en crear este tipo de mural, surgido como nueva iniciativa del museo.

## Mercado del arte
En 2016, la demanda de la obra de Akunyili Crosby, artista que produce lentamente, superó con creces la oferta, lo que provocó que sus precios se dispararan en las subastas. De este modo se convirtió en una de las artistas que aparecen en el documental de 2018 de Nathaniel Kahn The Price of Everything, donde ella habla de su carrera y posicionamiento frente al mercado del arte. Esta actitud creativa culminó con la venta de su pintura Drown en la subasta de arte contemporáneo de Sotheby's en noviembre de 2016 por 900.000 dólares. Su primera pintura en el mercado Sin título, se había vendido en septiembre de ese mismo año en Sotheby's, Nueva York, por 93.000 dólares.
En marzo de 2017, una obra de la autora titulada The Beautyful Ones (Serie # 1c), la primera pintura de las cinco pertenecientes a la serie The Beautyful Ones, fue vendida por un coleccionista privado por 3 millones en Christie's London.
En mayo de 2018, Akunyili Crosby estableció un nuevo récord de subasta con la venta de su obra Bush Babies por casi tres millones y medio en Sotheby's Nueva York.

## Influencias
Durante su estancia en el Queen's College, Akunyili Crosby entró en contacto con la cultura popular nigeriana, británica y estadounidense, lo que contribuyó a crear similitudes entre su trabajo y el de los artistas de la cultura pop. Su obra se basa en su experiencia personal como mujer nigeriana que vive y trabaja en los Estados Unidos. Este concepto de integrar la intimidad africana con la pintura occidental le llegó a través de la obra de Kerry James Marshall.
La artista Wangechi Mutu la influyó en el uso de diferentes imágenes para crear y construir una obra nueva. Mutu emplea sus imágenes para señalar una fractura, mientras que el enfoque de Akunyili Crosby se centra más en el sincretismo. La artista usa fototransferencias y telas para incorporar a sus obras diferentes objetos como peinados, modas, arquitectura y mobiliario perteneciente a ambas culturas. Estas fototransferencias reducen la nitidez visual de una fotografía seleccionada previamente por la artista. Para Akunyili Crosby es algo simbólico, de cómo se pierde información a medida que las personas se mueven entre diferentes espacios culturales.
Su obra guarda relación con los trabajos del escritor Chinua Achebe, cuyo enfoque en cambiar el idioma inglés para adaptarlo a su cultura se puede interpretar a través de la obra de arte de Akunyili Crosby. Achebe señaló que cuando el idioma inglés se modifica, puede ser utilizado para soportar la carga de su experiencia africana. En su trabajo, Akunyili Crosby descifra el inglés y lo usa para crear un espacio sincrético transcultural.
Akunyili Crosby considera a los pintores clásicos y contemporáneos Édouard Vuillard y Chris Ofili como artistas que la han influenciado. Además de los fotógrafos africanos JD Okhai Ojeikere y Malick Sidibé. En esta lista también incluye a Kerry James Marshal. Como Akunyiliy Crosby, la obra de Marshal hace referencia a la tradición artística europea lo que, según la artista, la animó para trasladar esa tradición a su propia línea creativa.

## Proceso
La artista utiliza fotos de ella misma en Nigeria, junto con otras familiares y páginas de revistas populares de este país. Las fotos "son capas hechas con su trabajo mediante el collage y la impresión por transferencia de acetona, lo que crea un tejido de imágenes a lo largo de sus pinturas". Sus elementos principales son el collage, la transferencia de fotografías, la pintura acrílica, el carboncillo, la tela y el lápiz de color. Un estilo con una fuerte influencia nigeriana y cultura pop, fruto de su experiencia personal y académica occidental. El resultado de su trabajo no puede catalogarse como nigeriano o americano. Sus creaciones son productos híbridos procedentes de ambas culturas. Resultado de su propia autobiografía y "personalidad inclasificable". 
En la mayor parte de su trabajo las mujeres se contemplan en una posición de poder. Según la artista, la acción de las mujeres no debe ser cuestionada y ella se considera como parte activa de este proceso. Akunyili Crosby se interesa también en crear imágenes sobre el matrimonio interracial, el cual nunca había visto desarrollarse en Nigeria. Su marido es un hombre blanco de Texas, al que representa en algunos de sus trabajos.

## Exposiciones seleccionadas
- 2013: Bronx Calling: The Second Bronx Biennial " en el Bronx Museum.[2]
- 2014: Sound Vision, Museo de Arte Nasher de la Universidad de Duke en Durham, Carolina del Norte.
- 2014: Draped Down, The Studio Museum en Harlem, Nueva York.
- 2015: Hammer Projects: Njideka Akunyili Crosby, The Hammer Museum, Los Ángeles, California.
- 2015: Portraits and Other Likenesses from SFMOMA Museo de Arte Moderno de San Francisco.[30]
- 2016: Before, Now, After (Mamá, Mummy, Mamma), Museo Whitney de Arte Americano, Ciudad de Nueva York.[31]
- 2016: Njideka Akunyili Crosby: I Refuse to be Invisible, Norton Museum of Art, West Palm Beach, Florida - Parte de la serie RAW del Norton Museum of Art.
- 2017: Njideka Akunyili Crosby / Predecessors, Centro de Arte Contemporáneo, Cincinnati, OH.[32] Museo de enseñanza y galería de arte Frances Young Tang en Skidmore College, Saratoga Springs, Nueva York.[33]
- 2017: From Room: Njideka Akunyili Crosby / Counterparts, Museo de Arte de Baltimore, Baltimore, Maryland.[34]
- 2017: Side by Side Dual Portraits of Artists, Museo de Arte Moderno de San Francisco.[35]
- 2018: In My Room: Paintings of interiors from 1950-present, Museo de Arte Fralin en la Universidad de Virginia, Charlottesville, VA.[4]
- 2019: lm am... Women Artists of Africa Museo Nacional Smithsonian de Arte Africano, Washington D. C..
- 2020: Radical Revisionists: Contemporary African Artists Confronting Past and Present, Moody Center for the Arts, Houston, Texas.[36]

## Colecciones
- The Nasher Museum of Art de la Universidad de Duke.
  - "Reality of My Surrounding: The Contemporary Collection" 1 de octubre de 2016 - 10 de julio de 2016.
    - Presentado "The Beautyful Ones Are Not Yet Born" Might Not Hold True For Much Longer, 2013" [37]
- Yale University Art Gallery
  - "The rest of Her Remains, 2010" [38]
- Museo de Arte Moderno de San Francisco
  - "Janded, 2012".[39]
  - "Retrato de boda, 2012".[40]
- Museo Whitney de Arte Americano
  - "Portals, 2016".[41]
- Pérez Art Museum Miami Museo Metropolitano de Arte
  - "Within Genres Collection" 25 de agosto de 2017-19 de agosto de 2018.
    - Presented "See Through, 2016".[42]
- La Academia de Bellas Artes de Pensilvania
  - "I Always Face You, Even When it Seems Otherwise, 2012".[43]
- The Studio Museum en Harlem
  - "Nwantinti, 2012".[44]
- The Tate Modern The New Church Museum, Ciudad del Cabo.
  - "Nuestra Señora" 11 de noviembre de 2016-junio de 2017.
    - Presented "Mama, Mummy, and Mamma, 2014".[45]
- Zeitz MOCAA, Ciudad del Cabo
  - "Sunday Morning, 2014".[46]
- Museo de Arte del Condado de Los Ángeles.
  - "Bush Girl, 2015".
  - "I Still Face You, 2015".
  - "I See You in My Eyes, 2015".[47]
- Galería de arte Albright-Knox Museo de arte Norton.
  - "Serie The Beautyful Ones # 5, 2016".[48]
- Museo de Arte Contemporáneo de Los Ángeles.
  - Mural MOCA: Njideka Akunyili Crosby.[49]
  - "Give and Take: Highlighting Recent Acquisitions".
    - Presented "Garden, Thriving, 2016".[50]
- Museo Nacional Smithsonian de Artes Africanas.[4]
  - "Wedding Souvenirs, 2016".[51]

## Premios y reconocimientos
- 2014, Premio de Arte Contemporáneo James Dickey del Smithsonian American Art Museum.[2]
- Premio Next Generation 2015, Nuevo Museo de Arte Contemporáneo.
- 2015 The Studio Museum en Harlem's Wein Artist Prize.[26]
- 2015 Foreign Policy's Leading 100 Global Thinkers 2015.[52]
- Joyce Alexander Wein Artist Prize, 2015, Studio Museum de Harlem.
- Premio Canson 2016.[53]
- Premio mujer del año, del Financial Times 2016.[54]
- 2016 Seleccionada para el Premio de Arte Future Generation 2017.[12]
- Premio Distinguished Alumni Award, Academia de Bellas Artes de Pensilvania.[55]
- Programa de becarios MacArthur 2017.[16]
- 2019 Doctorado honoris causa en Artes, Swarthmore College.[4]

## Libros y catálogos de exposiciones
- 2016 Brutvan, Cheryl, Njideka Akunyili Crosby: I Refuse to be Invisible, West Palm Beach: Norton Museum of Art, 2016.
- 2015 Cornell, Lauren y Helga Christoffersen, ed. Surround Audience: New Museum Triennial. Nueva York: Skira Rizzoli Publications, Inc., 2015.
- 2013 Bautista, Stephanie, ed. Njideka Akunyili y Simone Leigh: Always Face You, Even When it Seems Otherwise Londres: Tiwani Contemporary, 2013.
- 2013 Merjian, Ara H. Vitamina D2, Londres: Phaidon, 2013.
- 2013 The Bronx Museum of Arts, Bronx Calling: Segunda Bienal de AIM . Nueva York: The Bronx Museum of the Arts, 2013.